# Morganova linie

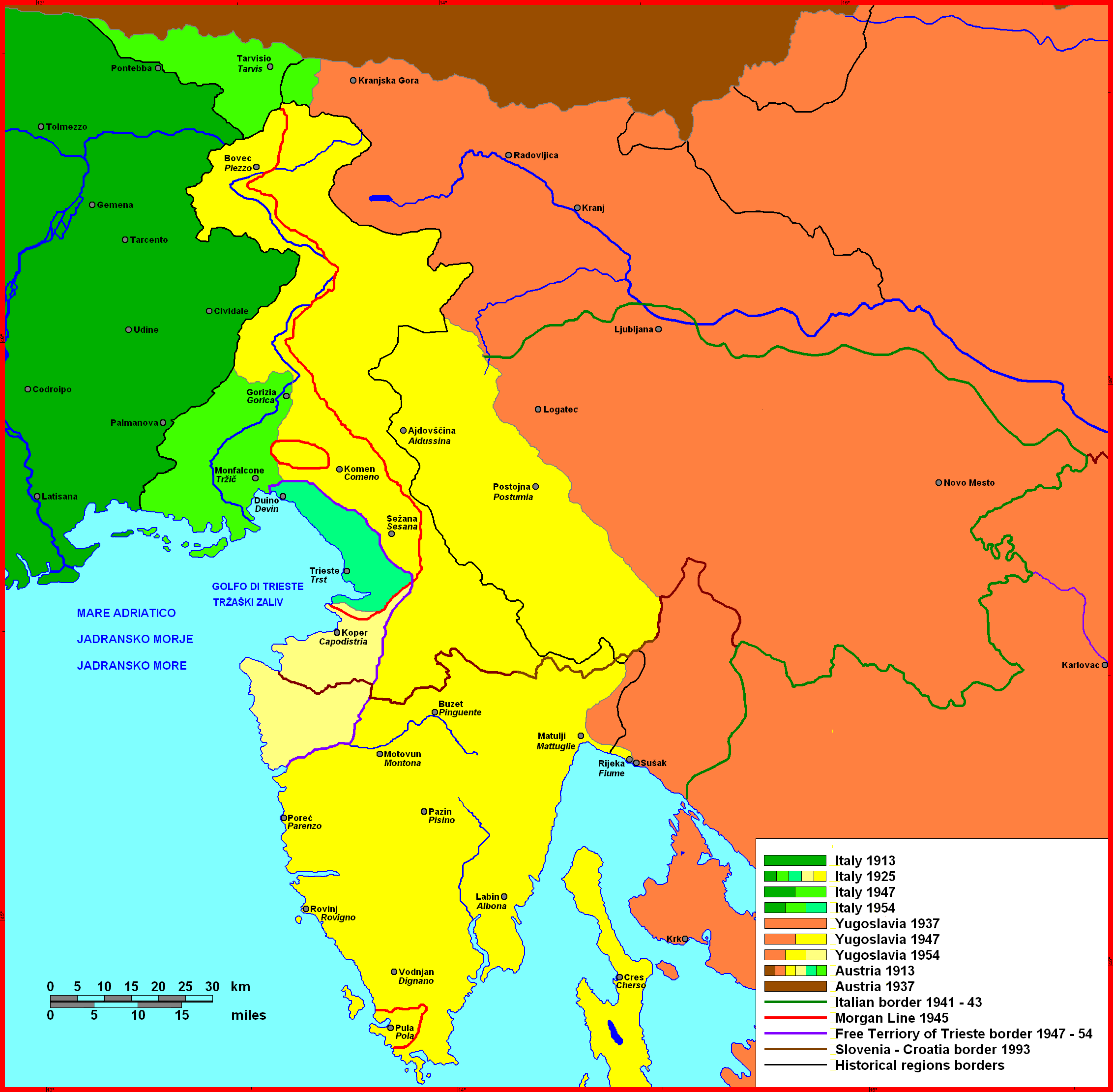
Istrijské přímoří, historie 20. století

Morganova linie byla demarkační čára vytyčená na území Přímoří po druhé světové válce, která oddělovala oblasti vojenské správy Spojenců a jugoslávské armády. Přestala existovat v r. 1947 po uzavření Pařížské mírové smlouvy. Je pojmenovaná po generálporučíkovi britské armády siru Wiliamu Morganovi.

## Vznik
1. května 1945 obsadila jugoslávská armáda Terst a druhý den do něj vstoupily novozélandské jednotky, kterým se vzdala dosud vzdorující německá posádka na hradě San Giusto. Ve městě vzniklo nebezpečí srážek mezi vítězi. Generálporučík Morgan byl 7. května 1945 vyslán do Bělehradu polním maršálem sirem Haroldem Alexanderem, aby připomněl Titově vládě, že nedodržuje dohody o okupaci území, které maršál Alexander podepsal s Titem v únoru 1945. Během jednání nakreslil Morgan linii, poté zvanou „modrá linie“. K dohodě došlo až den poté, co britské jednotky zahájily dne 22. května 1945 postup směrem k této demarkační čáře. Oficiálně došlo k podpisu 10. června 1945 v Duinu (některé prameny uvádějí 9. června). Stažení jugoslávské armády za linii bylo ukončeno 12. června 1945.

## Trasa
Linie byla asi 110 km dlouhá, začínala na pobřeží jižně od Terstu a obcházela ho zhruba ve vzdálenosti 24 km; poté vedla údolím Soči a v jejím horním toku odbočila na sever k historickému trojmezí Korutany – Kraňsko – Přímoří.

### Zóna A
Zóna A byla pod správou angloamerických jednotek a rozkládala se na západ od demarkační čáry. Spadala do ní tato významnější sídla Terst, Sežana, Komen, Duino, Monfalcone, Gorice, Bovec. Mimo to do zóny A patřila jako enkláva Pula se svým válečným přístavem.

### Zóna B
Zóna B byla pod správou Jugoslávské lidové armády a rozkládala se na východ od demarkační čáry. Spadala do ní tato významnější sídla Koper, Buzet, Motovun, Pazin, Poreč, Rovinj, Vodnjan, Labin, Matulji. Mimo to do zóny B patřila enkláva Opatje Selo na severozápad od Terstu.

## Zánik

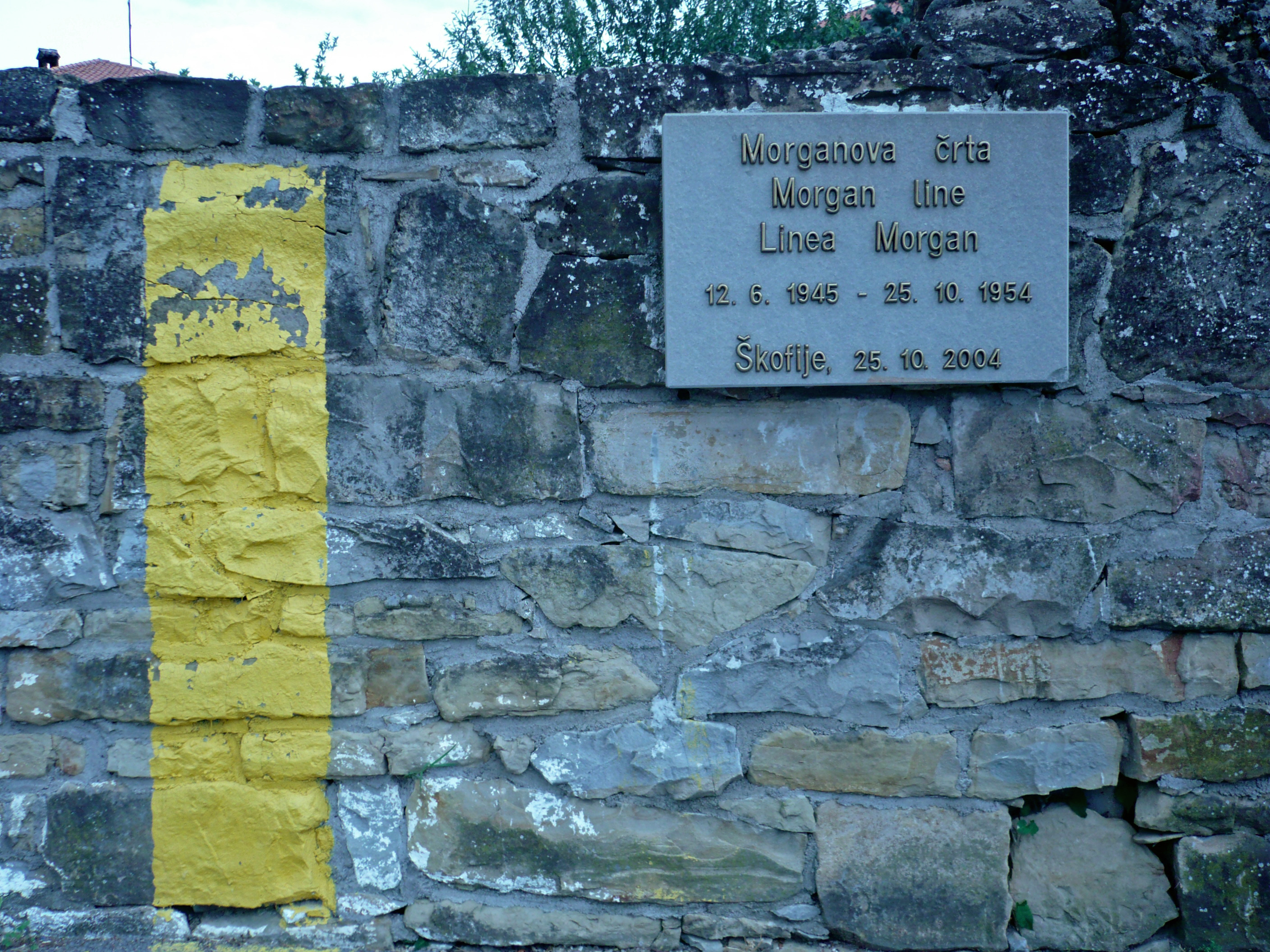
Pamětní deska Morganovy linie v obci Spodnje Škofije, Slovinsko.

Morganova linie přestala existovat 15. září 1947, když vstoupily v platnost Pařížské mírové smlouvy. Podle mírové smlouvy s Itálií se italsko-jugoslávská hranice posunula do původní historické hranice Rakouského Přímoří s výjimkou jižní části, kde oblast Gorice připadla Itálii. Terst byl vyhlášen svobodným územím. Na tomto území zůstalo platné rozdělení vojenských zón podle Morganovy linie až do roku 1954, kdy Spojené království, Spojené státy, Itálie a Jugoslávie vyhlásily v Londýně memorandum o porozumění a vojenskou správu nahradily civilní. Zónu A měla dočasně spravovat Itálie s výjimkou obcí Plavje, Spodnje Škofije, Hrvatini a Jelarji, které přešly pod jugoslávskou správu stejně jako celá zóna B. Dočasná správa byla prohlášena za definitivní na základě dohody z Osmia, kterou uzavřely Itálie a Jugoslávie 11. října 1977. Vzniklá státní hranice kopíruje Morganovu linii v délce cca 8 km.

## Historické souvislosti
V dubnu 1945 podepsal Tito v Moskvě jugoslávsko – sovětskou smlouvu o přátelství. Od ní si sliboval politickou podporu při obsazení Terstu jugoslávskou armádou, které až do března 1945 nevypadalo reálně. Po britském ultimatu během jednání v Bělehradě žádal sovětskou podporu, ale bez odezvy. Tato sovětská nečinnost se stala základním kamenem pozdější sovětsko – jugoslávské roztržky.